# فرودگاه وایت‌گرس
فرودگاه وایت‌گرس (به انگلیسی: Whitegrass Airport)  یک فرودگاه همگانی  با کد یاتا TAH است که یک باند فرود آسفالت دارد و طول باند آن ۱۲۳۰ متر است. این فرودگاه در  کشور وانواتو قرار دارد و در ارتفاع ۶ متری از سطح دریا واقع شده است.